# Juhász Róza
Juhász Róza (Sarkad, 1959. december 20. –) magyar színésznő, rendező.

## Életpályája
1959-ben született Sarkadon. 1980–1984 között a Színház- és Filmművészeti Főiskola hallgatója volt. Miután lediplomázott, egy évadot töltött a Szegedi Nemzeti Színházban, majd a szolnoki Szigligeti Színházban. 1986–1990 között a Nemzeti Színház, majd 1990–2004 között a Madách Színház tagja. Később rövid ideig a debreceni Csokonai Színház tagja volt, majd azóta szabadfoglalkozású. Rendezéssel is foglalkozik.
Férje Oberfrank Pál színész, színigazgató. Két lányuk született: Réka és Mária.

## Fontosabb színházi szerepei
- Fejes: Jó estét nyár, jó estét szerelem: Veronika
- Illyés: Dózsa György - Anna
- Schwajda: Himnusz - Aranka, Bernstein: West Side Story - Anita
- Lajtai - Békeffi: A régi nyár - Mimóza, Déry: A tanúk - Lujza
- Szörényi - Bródy: István a király - Gizella, Katona: Bánk bán - Izidóra
- Madách: Mózes - Mirjam, Büchner: János király - Eleonóra
- Balogh - Kerényi - Rossa: Csíksomlyói passió: Mária, Mária Magdolna
- Büchner: Woyzeck - Kathe, Margaret, Shakespeare: Lear király - Goneril
- Téli rege - Paulina, Örkény: Pisti a vérzivatarban - Lány
- Molnár - Kocsák - Miklós: A vörös malom - Jánoska Juliska
- Várkonyi - Bródy: Will Shakespeare vagy akit akartok - Anne Hathaway
- Játsszunk Mozarttal!: Elvira, Bognár László: Élektra: Élektra
- Jevgenyij Svarc: A Sárkány- Lány
- Szabó Magda: Kígyómarás - Iboly
- García Lorca: Bernarda Alba háza - Magdalena
- Stein-Bock-Harnick: Hegedűs a háztetőn: Fruma Sára,
- Coward: Isten pénze - Mrs. Cratchit
- Kocsák-Miklós: Anna Karenina - Dolly

## Rendezéseiből
- Pállya István: Ravaszy és Szerencsés (Nagykovácsi Nemzeti Színház)
- Tamási Áron: Énekes madár (Nagykovácsi Nemzeti Színház)
- Maróti Lajos: A számkivetett (Gyulai Várszínház)
- Hedry Mária: Tündér Míra (Veszprémi Petőfi Színház)
- Hedry Mária: A bűvös patkó (Békéscsabai Jókai Színház)
- Csukás István: Mirr-Murr, a kandur (Veszprémi Petőfi Színház)
- Antoine de Saint-Exupéry: A kis herceg (Veszprémi Petőfi Színház)
- Molnár Ferenc: Liliom (Veszprémi Petőfi Színház)
- Aziz Nesin: Ölj csak meg, lelkem! (Ivancsics Ilona és Színtársai)
- Örkény István: Macskajáték (Békéscsabai Jókai Színház)
- Neil Simon: Férj nélkül tökéletes (Turay Ida színház)
- Misima Jukió: Madame de Sade - Sade a nők szemszögéből (Spirit Színház)

## Film és TV-s szerepei
- Éljenek a Péter-Pálok! - Névnapi köszöntő (magyar zenés műsor, 1986)
- Skatulyácska királykisasszony (magyar mesejáték, 1985)
- Viaszmadár (magyar tévéfilm, 1982)
- Müller Péter - Tolcsvay László - Müller Péter Sziámi: Isten pénze (TV film)